# Hayes Jones
Hayes Wendell Jones (* 4. August 1938 in Starkville, Oktibbeha County, Mississippi) ist ein ehemaliger US-amerikanischer Leichtathlet. Bei einer Körpergröße von 1,80 m betrug sein Wettkampfgewicht 76 kg.
Hayes Jones war trotz seiner eher geringen Körpergröße aufgrund seiner hohen Grundschnelligkeit und seiner exzellenten Technik jahrelang in der Weltspitze im 110-Meter-Hürdenlauf vertreten. Als Sieger der US-Trials war er Favorit bei den Olympischen Spielen 1960, konnte aber hinter Titelverteidiger Lee Calhoun und Willie May nur die Bronzemedaille gewinnen. Dieses Rennen von 1960 war bislang das letzte 110-Meter-Hürdenfinale der olympischen Geschichte, in dem alle drei Medaillen in die USA gingen. In den Folgejahren gewann Jones in den USA weitere Titel und so konnte er sich auch für die Olympischen Spiele 1964 qualifizieren. Und nun konnte er in 13,6 s die Goldmedaille gewinnen, die er 1960 verpasst hatte.
Hayes Jones konnte in seiner Karriere keinen Weltrekord im Hürdenlauf aufstellen. Gleichwohl ist auch er in der Liste der Weltrekordler vertreten. Er war Mitglied der US-amerikanischen 4-mal-100-Meter-Staffel, die am 15. Juni 1961 in Moskau den Weltrekord von 39,5 s auf 39,1 s verbessern konnte.
Nach dem Ende seiner Karriere als Sportler schlug Jones eine Laufbahn im öffentlichen Dienst ein. Er wurde leitender Beamter in der Verwaltung des Oakland County und gehörte im Jahr 2006 für kurze Zeit als Abgeordneter der Demokraten dem Repräsentantenhaus von Michigan an.